# Colonial Beach
Colonial Beach est une ville du comté de Westmoreland, dans l'État de Virginie, aux États-Unis. Au recensement de 2000, sa population était de 3 228 habitants. La localité fut une station balnéaire très fréquentée dans la première moitié du XXe siècle.